# Znělá retroflexní frikativa
Znělá retroflexní frikativa je souhláska, která se vyskytuje v některých jazycích. V mezinárodní fonetické abecedě se označuje symbolem ʐ, číselné označení IPA je 137, ekvivalentním symbolem v SAMPA je z`.

## Charakteristika
- Způsob artikulace: třená souhláska (frikativa), patřící mezi sykavky. Vytváří se pomocí úžiny (konstrikce), která se staví do proudu vzduchu, čímž vzniká šum – od toho též označení úžinová souhláska (konstriktiva).
- Místo artikulace: retroflexní souhláska. Úžina se vytváří mezi jazykem a dásňovým obloukem. Špička jazyka je obrácena směrem dozadu (dochází k prohnutí jazyka). Nedochází k přiblížení hřbetu jazyka k tvrdému patru jako u ʒ.
- Znělost: znělá souhláska – při artikulaci hlasivky kmitají. Neznělým protějškem je ʂ.
- Ústní souhláska – vzduch prochází při artikulaci ústní dutinou.
- Středová souhláska – vzduch proudí převážně přes střed jazyka spíše než přes jeho boky.
- Pulmonická egresivní hláska – vzduch je při artikulaci vytlačován z plic.

## V češtině
V češtině se tato hláska nevyskytuje. Srovnej se /ž/ [ʒ].

## V jiných jazycích

### Polština
V polštině je tato hláska zaznamenávána jako tzv. tvrdé Ż, ż (srovnej měkké ź [ʑ]) i spřežkou Rz, rz. Po tom písmenu a té spřežce se nikdy nepíše měkké /i/.

### Jiné slovanské jazyky
Jako retroflexní se obvykle popisuje i slovenské Ž, ž nebo ruské Ж, ж, které se od českého /ž/ liší.

### Švédština
V některých švédských nářečích (střední Švédsko) se takto vyslovuje psané /r/ na začátku slov. Tato výslovnost však není považována za standardní.